# Династія Пізня Цзінь
Пі́зня Цзі́нь (маньчж.: Aisin gurun; спрощ.: 后金; кит. трад.: 後金; піньїнь: Hòu Jīn) — чжурчженська (маньчжурська) держава роду Айсін Ґьоро, що існувала на території Внутрішньої Маньчжурії у 1616–1636. Заснована об'єднувачем чжурчженських племен, ханом Нурхаці. Названа на честь першої чжурчженської держави середньовіччя — династії Цзінь. Столиця розташовувалася у місті Сінцзін, а з 1621 року — у місті Мукден. Вела війну з китайською династією Мін. 1636 року за правління другого хана Хуан Тайцзі була перейменована на династію Цін. Населення «чжурчжені» стали називатися «маньчжурами». Інші назви — Цзінське ханство (кит.: 后金汗国), Чжурчженська держава (кит.: 女真国), Велика маньчжурська держава (кит.: 大满洲国).

## Хани
| № | Портрет | Власне Ім'я        | Роки життя | Девіз        | Правління  | Ім'я за девізом    |
| - | ------- | ------------------ | ---------- | ------------ | ---------- | ------------------ |
| 1 |         | Нурхаці 努爾哈赤   | 1559－1626 | Тяньмін 天命 | 1616－1626 | Хан Тяньмін 天命汗 |
| 2 |         | Хуан Тайцзі 皇太极 | 1592－1643 | Тяньцун 天聰 | 1626－1636 | Хан Тяньцун 天聰汗 |